# Styela tokiokai
Styela tokiokai är en sjöpungsart som beskrevs av Nishikawa 1991. Styela tokiokai ingår i släktet Styela och familjen Styelidae. Inga underarter finns listade i Catalogue of Life.